# آلبینا رویز
آلبینا رویز ریوس یک محیط‌زیست‌گرا، فعال اجتماعی و کارآفرین اجتماعی اهل پرو است که از ۱۰ دسامبر ۲۰۲۲ تا ۱۳ فوریه ۲۰۲۴ به‌عنوان وزیر محیط زیست پرو خدمت کرد.
او بنیان‌گذار و رهبر سازمان غیرانتفاعی زیست‌محیطی سیوداد سالودابل، مستقر در لیما، پرو است و یکی از اعضای بنیاد اشواب برای کارآفرینی اجتماعی وابسته به مجمع جهانی اقتصاد می‌باشد.

## زندگی‌نامه
رویز تنها زن در کلاس خود در دانشگاه ملی مهندسی بود، جایی که در رشته مهندسی صنعتی تحصیل کرد. او بعدها مدرک کارشناسی ارشد در رشته محیط‌زیست و مدیریت زیست‌محیطی را از دانشگاه ریکاردو پالما و مدرک دکتری شیمی را از دانشگاه رامون لیول در بارسلونا دریافت کرد.
او در دوران دانشجویی به مشکلات بهداشتی و زیست‌محیطی ناشی از عدم جمع‌آوری پسماند جامد شهری در پرو پرداخت.
زمانی که رویز کار خود را در محله کونو نورته در لیما آغاز کرد، روزانه ۶۰۰ تن متریک زباله تولید می‌شد که تنها نیمی از آن توسط خدمات جمع‌آوری شهر جمع‌آوری می‌گردید. باقی‌مانده زباله‌ها در توده‌های غیربهداشتی انباشته می‌شدند یا در مسیرهای عمومی و زمین‌های بایر رها می‌گردیدند. این وضعیت در شهرهای دیگر پرو نیز به چشم می‌آمد، جایی که اغلب زباله‌ها در رودخانه‌ها ریخته می‌شدند و منابع آب آشامیدنی را آلوده می‌کردند.
پس از نگارش پایان‌نامه‌اش، رویز ایده‌ای برای ایجاد یک سیستم جدید مدیریت اجتماعی جمع‌آوری پسماند طراحی کرد که امیدوار بود به‌عنوان مدلی برای جوامع شهری و روستایی در سراسر پرو عمل کند. در سال ۲۰۰۱، او گروه سیوداد سالودابل را بنیان نهاد؛ یک بنگاه اجتماعی که هدف آن تبدیل جمع‌آوری زباله به یک کسب‌وکار سودآور بود.
این گروه به آموزش صاحبان کسب‌وکارهای محلی برای جمع‌آوری و فرآوری زباله‌ها می‌پردازد و اشتغال را در جامعه‌ای با نرخ بیکاری مزمن فراهم می‌کند. رویز به این کسب‌وکارها در مراحل ابتدایی راه‌اندازی کمک کرد، با دریافت هزینه ماهانه‌ای معادل ۱٫۵۰ دلار آمریکا برای خدمات، و به استارت‌آپ‌های جدید در طرح‌های بازاریابی نیز یاری رساند. یکی از کمپین‌های بازاریابی شامل توزیع سبد هدیه به خانواده‌ها بود تا آنان را به استفاده از خدمات تشویق کند و پرداخت به‌موقع هزینه‌ها را تضمین نماید.
تا سال ۲۰۱۴، این گروه بیش از ۳۰۰ متخصص از کشورهای پرو، برزیل، ونزوئلا، شیلی و اکوادور را آموزش داده بود. همچنین پروژه‌هایی را در ۲۰ شهر پرو نظارت کرده، بیش از ۱۵۰ نفر را به کار گرفته و خدماتی را به بیش از ۳ میلیون نفر از ساکنان پرو ارائه داده بود. رویز پس از آن توسط دولت پرو برای تدوین یک برنامه ملی دعوت شد. وی پیشگام ایجاد اولین قانون در پرو (و همچنین آمریکای لاتین) بود که فعالیت‌های بازیافت‌کنندگان زباله را تنظیم می‌کرد.
رویز و گروه سیوداد سالودابل یک برنامه آموزش از راه دور در زمینه مدیریت زباله با همکاری دانشگاه کاتولیک پرو در شش نسخه مختلف این برنامه توسعه دادند. آن‌ها بیش از ۱۵۰۰ جمع‌آوری‌کننده زباله را سازمان‌دهی کرده‌اند که به ایجاد اشتغال و بهبود شرایط بهداشتی و زندگی برای بیش از ۶ میلیون نفر در مناطق روستایی و شهری فقیرنشین بولیوی، برزیل، کلمبیا، مکزیک، پرو، ونزوئلا و هند منجر شده است.
در ژانویه ۲۰۱۹، او به‌عنوان معاون وزیر مدیریت زیست‌محیطی در وزارت محیط‌زیست پرو منصوب شد. وی این سمت را تا اکتبر همان سال عهده‌دار بود.